# Мост Чьяпаса
Мост Чьяпаса (исп. Puente Chiapas) — стальной мост длиной более километра, проходящий через водохранилище Несауалькойотль (или Мальпасо) в штате Чьяпас, Мексика. Строительство моста началось в 2002 году и было завершено четырнадцать месяцев спустя. В 2004 году мост был признан лучшим инфраструктурным проектом Мексики. Мост и шоссе, частью которого он является, сокращают время в пути от Мехико до столицы штата на 3,5 часа и делают сельскую местность северного Чьяпаса более доступной и открытой для экотуризма.
Мост был построен Секретариатом связи и транспорта в рамках модернизации системы автомагистралей, призванной обеспечить более тесную интеграцию штата Чьяпас с остальной частью страны. Шоссе соединяет Лас-Чьяпас на юге штата Веракруса с Тустлой-Гутьеррес. Новая дорога сокращает время в пути от Мехико до Тустла-Гутьеррес на 3,5 часа, а расстояние более чем на 100 км — до 861 км. Она также делает более доступными север Чьяпаса, в районе Веракруса и Табаско.
Решение о строительстве моста было принято в 2002 году, реализация проекта заняла четырнадцать месяцев, открытие состоялось в декабре 2003 года. Мост протянулся на 1208 метров над участком водохранилища Несауалькойотль, или Мальпасо. Ширина моста составляет десять метров, он имеет восемь опор, семь столбов, или «оболочек», и одну бетонную полосу, закреплённую на твёрдом грунте. Верхняя часть моста выполнена из ортотропных материалов и состоит из 102 металлических клиньев общим весом 8900 тонн, при средней массе в восемь тонн на метр. Общий объём использованной стали составил более 19 000 тонн, что эквивалентно четырём океанским платформам. В 2004 году мост был признан лучшим инфраструктурным проектом Мексики.
Строительство моста и прокладка автомагистрали способствовали развитию экотуризма в этом районе. Сам мост находится в муниципалитете Окосокоаутла, где проживает значительная часть народа цоциль. Он также находится на территории биосферного заповедника Эль-Окоте с преимущественно высокоствольными тропическими лесами. Благодаря своим размерам и биологическому разнообразию он является одним из важнейших в южной Мексике. Центр экотуризма расположен по одну сторону моста, на берегу водохранилища. Здесь предлагаются лодочные экскурсии, пешие прогулки, верховая езда, имеется кемпинг, а также множество ресторанов для посетителей парка, в которых предлагают блюда из местной рыбы.